# فيليب ديسرواسير
فيليب ديسرواسير هو لاعب هوكي الجليد كندي، ولد في 15 أغسطس 1995 في سان هياسنت في كندا.

## وصلات خارجية
- فيليب ديسرواسير على موقع دوري الهوكي الوطني (الإنجليزية)
- فيليب ديسرواسير على موقع EliteProspects.com (الإنجليزية)
- فيليب ديسرواسير على موقع HockeyDB.com (الإنجليزية)